# 16K解像度

16K、8K UHD、4K UHD、FHD、SDの解像度の比較。

16K解像度（じゅうろくケイかいぞうど、英語: 16K resolution）は、ディスプレイ解像度が水平方向に約16,000ピクセルの表示形式で、最も一般的に議論されている16K解像度は15360×8640。これは各次元で8K UHDのピクセル数を2倍にし、合計で4倍のピクセル数。この解像度は132.7メガピクセルで、4K解像度の16倍、1080p解像度の64倍である。
現在、16Kの解像度は、AMD EyefinityまたはNvidiaSurroundのマルチモニターセットアップで使用できる。

## 歴史
2016年、AMDは、VRへの「true immersion（真の没入）」のために240Hzのリフレッシュレートで16Kの解像度をサポートする将来のグラフィックスカードの目標を発表した。
2018年8月に、Innoluxは、Touch Taiwanで世界初の100インチ16K8K（15360×8640）ディスプレイモジュールを展示した。
ソニーは、日本で発売される予定のNAB 2019で、幅64フィート (20 m)×高さ18フィート (5.5 m)の商用16Kディスプレイを発表した。576モジュール（360x360p）ユニット、48 x 12モジュールで構成され、アスペクト比4：1の17280x4320p画面を形成する。
2019年6月26日、VESAはDisplayPort2.0標準を正式にリリースし、30ビット/ピクセルの4：4：4 RGB / YCbCrカラーHDRビデオをサポートする1つの16K（15360×8640ピクセル）ディスプレイをサポート。DSC（Display Stream Compression）ビデオ圧縮を使用した60Hzのリフレッシュレート。

## 16K解像度の例
| 解像度         | アスペクト比 | 総ピクセル数 （Mpx） | 備考                               |
| -------------- | ------------ | -------------------- | ---------------------------------- |
| 15,360 × 8,640 | 1.78:1       | 132,7                | 世界初の100インチ16K8Kディスプレイ |
| 17,280 × 4,320 | 4.00:1       | 74,6                 | アスペクト比4：1の16Kディスプレイ  |